# Sardi Strugaj
Sardi Strugaj (ur. 7 września 1995) – albański piosenkarz.

## Życiorys
W 2012 roku wziął udział w 2. edycji albańskiego X Factor.
W latach 2013 i 2015 wziął udział w festiwalu muzycznym Kënga Magjike.

## Teledyski[1]
| Rok  | Teledysk           |
| ---- | ------------------ |
| 2013 | Më shikon nga lart |
| 2015 | Tripa me qika      |
| 2017 | Dy ne njo          |
| 2019 | E pash une djallin |
| 2019 | Hana               |
| 2020 | Pushtet            |
| 2020 | Hana (Remix)       |
| 2020 | Sytë               |
| 2021 | A ja thash         |